# Patrice Guers
Patrice Guers (Annecy, 5 settembre 1969) è un bassista francese che ha fatto parte del gruppo italiano symphonic power metal Rhapsody of Fire.
Entrò a far parte della band dopo che Alessandro Lotta lasciò la band. Successivamente raggiunse Luca Turilli nei suoi Luca Turilli's Rhapsody. Cominciò a suonare il basso all'età di 14 anni, e a 16 cominciò a prendere lezioni. Ha uno stile progressivo di suonare il basso; solitamente usa bassi Ibanez e Fender ma è stato visto usare anche bassi Vigier.